# Верхній Дунаєць
Верхній Дунаєць (рос. Верхний Дунаец) — хутір в Медвенському районі Курської області Російської Федерації.
Населення становить 11 осіб. Входить до складу муніципального утворення Чермошнянська сільрада.

## Історія
Населений пункт розташований на території українського етнічного та культурного краю Східна Слобожанщина.
Від 2004 року входить до складу муніципального утворення Чермошнянська сільрада.

## Населення
| 2002 | 2010 |
| ---- | ---- |
| 24   | ↘11  |